# Kleines Labyrinth
Das Naturschutzgebiet Kleines Labyrinth liegt auf dem Gebiet der Gemeinde Bad Alexandersbad im Landkreis Wunsiedel im Fichtelgebirge in Oberfranken. Das Gebiet erstreckt sich südwestlich des Kernortes Bad Alexandersbad und westlich von Kleinwendern, einem Gemeindeteil von Bad Alexandersbad. Nördlich verläuft die B 303. 

## Bedeutung
Für Bad Alexandersbad ist seit dem Jahr 1985 ein 15,85 ha großes Gebiet unter der Kenn-Nummer NSG-00243.01 als Naturschutzgebiet ausgewiesen. Die Unterschutzstellung erfolgte, um ein für das Fichtelgebirge typisches Blockmeer zu erhalten und zum Schutz der Felsblöcke und Verwitterungsformen des Granits sowie der typischen Vegetation um die Felsen und an den Felsblöcken.